# Heftaliti
Heftaliti so bili srednjeazijska plemenska zveza, katere nastanek in sestava ostajata nejasna. Kitajske kronike trdijo, da so bili prvotno pleme, ki je živelo severno od Velikega zidu in so se imenovali Hoa ali Hoa-tun. Drugod so jih imenovali Beli Huni (sanskrt: Hūna ali Svetahuna = Beli Huni). Nekateri viri o njih pišejo, da niso imeli naselij in pisave in da so živeli v polstenih šotorih. Njihov jezik je spadal verjetno med vzhodnoiranske jezike.